# Хансхаген (Мекленбург)
Хансхаген (њем. Hanshagen) је мјесто у њемачкој савезној држави Мекленбург-Западна Померанија. Једно је од бивших општинског средишта округа Нордвестмекленбург. Посједује регионалну шифру (AGS) 13058045.

## Географски и демографски подаци
Мјесто се налази на надморској висини од 63 метра. Његова површина износи 12,3 km². У самом мјесту је, према процјени из 2010. године, живјело 405 становника. Просјечна густина становништва износи 33 становника/km².

## Међународна сарадња
| Мјесто | Држава  | Врста сарадње | Од    |
| ------ | ------- | ------------- | ----- |
|        | Шведска | партнерство   | 2003. |
| Извор  |         |               |       |